# Aykut Akgün
Aykut Akgün (* 18. September 1987 in Karlsruhe) ist ein deutsch-türkischer Fußballspieler.

## Karriere

### Verein
Akgün begann seine Karriere beim deutschen Oberligisten SSV Reutlingen 05. Im Sommer 2005 verpflichtete ihn Trabzonspor für die Jugendmannschaft. In den folgenden zwei Spielzeiten konnte er sich keinen Platz in der ersten Mannschaft erkämpfen und wurde an den türkischen Drittligisten Zeytinburnuspor weitergegeben. Nach einem Gastspiel bei der 2. Mannschaft des  Karlsruher SC und nach mehreren Stationen bei weiteren türkischen Unterligamannschaften, verpflichtete ihn sein früherer Verein Trabzonspor während der Sommerpause im Juni 2011.
Für die Rückrunde der Saison 2013/14 wurde Akgün an den Ligarivalen Çaykur Rizespor ausgeliehen.
Akgün wechselte durch einen Spielertausch mit İshak Doğan zu Kardemir Karabükspor. In der Wintertransferperiode 2014/15 verließ er diesen Verein wieder.  Im Sommer 2016 wurde erst sein Wechsel zum Zweitligisten Büyükşehir Gaziantepspor verkündet. Nachdem dieser Wechsel aber nicht zustande gekommen war, wurde Akgün vom Zweitligisten Eskişehirspor verpflichtet.
Ab dem Sommer 2018 setzte Akgün seine Karriere beim Drittligisten Şanlıurfaspor fort. Nach der Saison wechselte er zu Bursaspor in die zweite Liga. Der Vertrag wurde nach zwei Spielzeiten nicht verlängert. Im Februar 2022 fand er einen neuen Arbeitgeber mit Drittligist Çorum FK.

### Nationalmannschaft
Akgün startete seine Nationalmannschaftskarriere 2006 mit einem Ansatz für die türkische U-20-Nationalmannschaft.
Durch seine Leistungen für Karsiyaka SK wurde Akgün 2011 für die zweite Auswahl der Türkische Fußballnationalmannschaft, für die Türkische A2-Nationalmannschaft, nominiert und absolvierte drei A2-Länderspiele.